# Colposternus
Colposternus is een monotypisch geslacht van kevers uit de familie van de klopkevers (Anobiidae).

## Soort
- Colposternus tenuilineatus Horn, 1894